# Warriors of Future
Pour plus de détails, voir Fiche technique et Distribution.
Warriors of Future (明日戰記, Ming ri zhan ji, litt. « La bataille de demain »), anciennement connu sous le nom de Virtus (矛盾戰爭, litt. « Guerre contradictoire »), est un film sino-hongkongais réalisé par Ng Yuen-fai, sorti en 2022.
Tourné en cantonais (la langue de Hong Kong) et doté d'un budget de 56 millions de dollars, le film est en cours de développement depuis trois ans et la production débute le 12 février 2017.

## Synopsis
En 2055 une météorite, qui porte une semence extraterrestre à croissance rapide appelée « Pandora », s'écrase sur une Terre stérile ravagée par la pollution et le réchauffement climatique. « Pandora » purifie la planète mais tue tout sur son passage. Pour protéger les citoyens de Hong Kong, des unités blindées lourdes de la ville, équipées de la carte génétique de la plante, tentent de détruire « Pandora » sans succès et découvrent un complot.

## Fiche technique
- Titre original : 明日戰記
- Titre international et français : Warriors of Future
- Réalisation : Ng Yuen-fai
- Scénario : Law Chi-leung (en)
- Photographie : Ng Man-ching
- Société de production : One Cool Film Production, iQiyi Pictures, Gravity Pictures et JQ Pictures
- Société de distribution : One Cool Film Pictures
- Pays d’origine :  Hong Kong /  Chine
- Budget : 56 millions de dollars[réf. nécessaire]
- Langue originale : cantonais
- Format : couleur
- Genres : science-fiction, action
- Durée : 112 minutes
- Dates de sortie[4] :
  - Chine : 5 août 2022
  - Hong Kong : 25 août 2022
  - Monde : 2 décembre 2022 (Netflix)

## Distribution
- Louis Koo
- Sean Lau
- Carina Lau
- Philip Keung
- Nick Cheung
- Tse Kwan-ho (en)
- Eddy Ko
- Kevin Chu
- Ng Siu-hin
- Tony Wu
- Sakurako Ōkubo (en)

## Production

### Développement
Le film avait été annoncé pour la première fois en mai 2015 sous le titre Virtus. Il devait comporter la star Louis Koo et être produit par sa société de production cinématographique One Cool Film Production, qui travaillerait également sur les effets visuels du film, avec un budget de 300 millions HK$ et Benny Chan à la mise en scène,. Bien que le tournage devait débuter à la fin de l'année 2015, une bande-annonce a été dévoilée avec Koo en robot.

### Tournage
Le tournage commence le 12 février 2017 sur un plateau à Shenzhen, qui a mis deux mois à se construire selon Koo pour le démarrage du film. Koo a également révélé que cet ensemble est destiné à décrire une ville dans des décennies, avec un approvisionnement en air et en eau pollué. Le film sera réalisé par l'artiste effets visuels Ng Yuen-fai, qui a travaillé sur les effets spéciaux pour des films tels que Les Seigneurs de la guerre, Bodyguards and Assassins et The White Storm. Outre Koo, la distribution comprend également Sean Lau et Philip Keung, aux côtés des nouveaux acteurs Kevin Chu, Ng Siu-hin et Tony Wu. Lau a déclaré que son personnage combattrait des extraterrestres et de gros robots dotés d'équipements mécaniques, tandis que Keung avait révélé qu'il jouerait avec un conducteur borgne,.
Le 11 mars 2017, One Cool Film Production a sorti un teaser avec le nouveau titre, Warriors of Future, et révélant la pré-production du film sur 36 mois et son nouveau budget de 45 millions de dollars. Selon le teaser, la production du film devrait durer 4 mois et la post-production, 18 mois. Le 5 juin, il a été annoncé que le tournage du film à Shenzhen était terminé et qu'il reprendrait à Hong Kong en août 2017.
Le 19 mars 2018, une nouvelle bande-annonce du film est sortie. Outre les membres de la distribution annoncés précédemment, la bande-annonce présentait également de nouveaux membres tels que Carina Lau, Nick Cheung et Tse Kwan-ho. Le même jour, il a également été signalé que la production du film avait atteint 56 millions de dollars.

## Distinctions

### Récompenses
- Hong Kong Film Awards 2023 :
  - Meilleure chorégraphie d'action
  - Meilleur son
  - Meilleurs effets visuels